# 18-й Берлинский международный кинофестиваль
18-й Берлинский международный кинофестиваль прошёл с 21 июня по 2 июля 1968 года в Западном Берлине.

## Жюри
- Луис Гарсия Берланга (председатель жюри)
- Петер Шамони
- Алекс Виани
- Жорж де Борежар
- Александр Уолкер
- Доменико Мекколи
- Карл-Эрик Нордберг
- Гордон Хитченс
- Карстен Петерс

## Конкурсная программа
- 13 дней во Франции, режиссёр Клод Лелуш и Франсуа Рейшенбах
- Бандиты в Милане, режиссёр Карло Лидзани
- Чарли, режиссёр Ральф Нельсон
- Хроника Анны-Магдалены Бах, режиссёр Даниель Юйе и Жан-Мари Штрауб
- Что-то похожее на любовь, режиссёр Энцо Муци
- Любовный голод, режиссёр Нелсон Перейра дос Сантос
- Врата рая, режиссёр Анджей Вайда
- Ад первой любви, режиссёр Сусуму Хани
- День совы, режиссёр Дамиано Дамиани
- Индийский день, режиссёр С. Сухдев
- Человек, который лжёт, режиссёр Ален Роб-Грийе
- Знаки жизни, режиссёр Вернер Херцог
- Невинность без защиты, режиссёр Душан Макавеев
- Эне, бене, рес, режиссёр Ян Труэль
- Мятный коктейль со льдом, режиссёр Карлос Саура
- Игра Эрни, режиссёр Дон Оуэн
- Бессмертная история, режиссёр Орсон Уэллс
- Схватка на ринге, режиссёр Николай ван дер Гейде
- U raskoraku, режиссёр Milenko Strbac
- Уикенд, режиссёр Жан-Люк Годар

## Награды
- Золотой медведь
  - Эне, бене, рес, режиссёр Ян Труэль
- Золотой медведь за лучший короткометражный фильм:
  - Орсон Уэллс
- Серебряный медведь:
- Серебряный медведь за лучшую мужскую роль:
  - Жан-Луи Трентиньян — Человек, который лжёт
- Серебряный медведь за лучшую женскую роль:
  - Стефан Одран — Лани
- Серебряный медведь за лучшую режиссёрскую работу:
  - Карлос Саура — Мятный коктейль со льдом
- Серебряный медведь - специальный приз за лучший короткометражный фильм:
  - Крек
- Серебряный медведь - специальный приз за лучший короткометражный фильм:
  - Toets
- Серебряный медведь - специальный приз:
  - Знаки жизни
  - Что-то похожее на любовь
- Серебряный медведь - специальный приз жюри:
  - Невинность без защиты
- Приз юношеского кинематографа:
- Приз юношеского кинематографа - лучший игровой фильм:
  - Что-то похожее на любовь
- Приз международной ассоциации кинокритиков (ФИПРЕССИ):
  - Невинность без защиты
- Приз имени Отто Дибелиуса международного евангелического жюри:
  - Эне, бене, рес
- Приз Международной Католической организации в области кино (OCIC):
  - Эне, бене, рес
- Награда C.I.D.A.L.C.:
  - Аста Нильсен
- Награда C.I.D.A.L.C. имени Ганди:
  - Толерантность
- Премия международного союза кинокритиков (UNICRIT):
  - Эне, бене, рес
- Золотой приз международной гильдии писателей (IWG):
  - Человек, который лжёт
  - Эне, бене, рес